# 苅谷俊介
苅谷 俊介（かりや しゅんすけ、1946年11月26日 - ）は、日本の俳優・アマチュア考古学者。日本考古学協会会員。本名は苅谷 俊彦（かりや としひこ）。 
大分県日出町出身。大分県立大分工業高等学校卒業。石原プロモーション、青山芸術企画に所属していた。
身長は178cm、血液型はA型。

## 来歴
高校卒業後、家庭の事情で大学進学を諦めて上京して就職。働きながら俳優になろうと東宝芸能学校演技科に入学して、1968年3月に卒業。1970年の日米合作映画『トラ・トラ・トラ!』の助監督を経て、1971年に渡哲也主演の松竹映画『さらば掟』で映画俳優デビュー。
東宝や東映の千葉真一主演映画で脇役として出演した後、1974年に石原プロモーションに入社。その後はテレビドラマ『大都会』シリーズ、『西部警察』シリーズなどにレギュラー出演した。
趣味の考古学研究との両立のため、1982年に石原プロを退社（詳細は後述）。俳優業の傍ら考古学の研究を続け、1985年1月には個人事務所の株式会社土舞台を設立。1991年頃よりは約100人の考古学愛好家を集めて勉強会「考古見聞会」を主宰し、2000年4月には日本考古学協会会員となった。
2003年頃より神奈川県秦野市に在住している。2009年に故郷の日出町から「ふるさと親善大使」を委嘱された。隣接する別府市からは「ONSENツーリズム別府特別観光大使」に委嘱されている。

## 人物
高校2年生のとき、学校をさぼるために学校の近所の発掘現場に通ったことがきっかけで考古学に興味を持つ。俳優となり考古学からは一時遠ざかっていたが、1980年に石原プロの社長だった石原裕次郎の新居建設現場から多数の土器を含む遺跡が出土したことを契機に、再び考古学への情熱が再燃。石原プロの副社長（当時）の渡哲也に事情を説明して所属していた石原プロを1982年に円満退社した。「考古学研究のため」とはどうしても言えなかったため、表向きの名目はあくまで「独立して俳優をやりたい」ということであった。
その後、俳優活動の傍ら考古学の研究を続けており、2011年までに発掘に関わった遺跡は、全国で30か所以上にのぼり、古代史に関する一般向けの著書を出版。論文も発表している。邪馬台国の有力候補地である纒向遺跡の調査・研究は1984年頃からしており、2009年の発掘調査の際にはマネージャーには仕事を取らないよう命じて連日発掘調査を手伝った。京都橘大学客員教授も務める。
共演した舘ひろしとは公私共に懇意な間柄であり、石原プロを退社する苅谷に対し、「当面食べていくための金が要るだろうから」という理由から、舘が知り合いのレコード会社に頼んで苅谷を「倭（やまと）しうるわし」というタイトルの曲で歌手デビューさせ、その印税で生活出来るように取り計らったというエピソードが、苅谷の著書『土と役者と考古学』の中で語られている。
教育熱心なことでも知られ、娘との入浴中に『万葉集』を覚えさせていたという。これは「男と女の違いを教えるため」という独自の理論に基づく教育論であったという。田舎暮らしをしながら、考古学の研究（日本考古学協会に入会している）や畑仕事をしつつ、俳優業をこなしている。

## 出演

### テレビドラマ
- コメットさん 第42話「アヒルの行進曲」（1968年 TBS /  国際放映）
- 水滸伝 第2話「蒼州の熱風」（1973年、NTV / 国際放映） - 県軍隊長
- 太陽にほえろ!（NTV / 東宝）
  - 第111話「ジーパン・シンコその愛と死」（1974年） - 竜神会組員
  - 第172話「俺たちの仲間」（1975年） - 三橋（山田の共犯）
  - 第235話「刑事の娘が嫁ぐとき」（1977年） - 永田道彦
  - 第626話「激走・大雪渓」（1984年） - ヘンリー原田
- 傷だらけの天使（NTV / 東宝）
  - 第6話「草原に黒い十字架を」（1974年）
  - 第18話「リングサイドに花一輪を」（1975年） - 中光商事若頭
- 純愛山河 愛と誠（1974年 - 1975年、12ch / 東京ムービー） - 石松
- 座頭市物語 第7話「市に鳥がとまった」（1974年、CX / 勝プロ） - 用心棒
- Gメン'75 第2話「散歩する囚人護送車」（1975年、TBS / 東映） - 強盗団の男
- 子連れ狼 第3部 第2話「お乳母日傘」（1976年、NTV / ユニオン映画） - 賞金稼ぎ
- 大都会シリーズ（NTV / 石原プロ）
  - 大都会 闘いの日々（1976年）
    - 第19話「受難」 - 矢村の秘書
    - 第23話「山谷ブルース」
    - 第31話「別れ」 - 桂木の手下

  - 大都会 PARTII（1977年 - 1978年） - 宮本刑事（通称：弁慶）
  - 大都会 PARTIII（1978年 - 1979年） - 宮本刑事
- 西部警察（1979年 - 1982年、ANB / 石原プロ） - 源田刑事
- 新・松平右近 第16話「藪が名医で名医が藪か?」（1983年、NTV / ユニオン映画）
- 必殺仕事人III 第30話「スギの花粉症に苦しんだのは主水」（1983年、ABC / 松竹） - 百花の竜
- 時代劇スペシャル（CX）
  - 松本清張の西海道談綺（1983年、国際放映） - 筒井秀観
  - 裏切りの報酬 追放者・九鬼真十郎（1983年、国際放映） - 作之進
  - 女ねずみ小僧スペシャル 第2作（1990年、C.A.L） - 隼人
- 女たちの大坂城（1983年、YTV / 三船プロ）
- 大奥 第47話「年上の佳人」（1984年、KTV / 東映） - 長州藩士
- 新 大江戸捜査網 第15話「決闘! 会津急ぎ旅」（1984年、TX / ヴァンフィル） - 阿部主膳
- 暴れん坊将軍II 第69話「さらば百人力の片想い!」（1984年、ANB / 東映） - 権九郎
- 火曜サスペンス劇場（NTV）
  - その朝おまえは何を見たか（1983年） - タクシー運転手
  - 家族の選択（1983年） - 菅原圭介
  - 車内禁煙殺人事件（1984年）
  - 女監察医・室生亜季子 第8作「熱い凍死」（1990年） - 関本公介
  - 新任判事補 第2作「毒入りモナカを食べた老人の死」（1995年）
  - 地方記者・立花陽介 第6作「鎌倉湘南通信局」（1995年） - 鳥山刑事
  - おかしな夫婦 第2作「雪の諏訪湖山中ケモノ道」（1996年）
- 暴れ九庵 第15話「下駄が落した愛」（1985年、KTV / 東宝） - 繁蔵
- しのぶ（1985年、KTV / 松竹）
- 刑事物語'85 第1話「殺意のいたずら電話」（1985年、NTV / ユニオン映画）
- 影の軍団IV 第5話「妖精は三度殺られる」（1985年、KTV / 東映） - 権助
- 土曜ワイド劇場
  - 牟田刑事官事件ファイル 第5作「露天風呂撮影会ツアー殺人事件」（1986年、ANB / C.A.L）
  - 鉄道捜査官 第12作（2011年） - 日下部洋三
  - 人類学者・岬久美子の殺人鑑定 第6作（2016年） - 東忠弘
- あぶない刑事 第12話「衝動」（1986年、NTV / セントラル・アーツ） - 野島
- 痛快! 婦警候補生やるっきゃないモン!（1987年、ANB / 東宝） - 堂本源三郎
- もっとあぶない刑事 第20話「迷惑」（1989年、NTV / セントラル・アーツ） - 橘刑事
- 水戸黄門 第20部 第41話「悪を蹴散らす競べ馬 -八戸-」（1991年8月19日、TBS / C.A.L） - 五郎太
- 江戸を斬るVIII 第6話「義賊を騙る悪い奴」（1994年、TBS / C.A.L） - 守宮の丹兵衛
- 名奉行 遠山の金さん 第7シリーズ 第21話「消された刺青 仮面の裏の悪魔」（1996年、ANB / 東映） - 梵天の喜代蔵
- 徳川の女〜家康の長女・亀姫の闘い（1997年、TX / 日光江戸村撮影所） - 鳥居強右衛門
- 連続テレビ小説（NHK）
  - あぐり（1997年） - 伊沢妻五郎 役
  - 純情きらり（2006年） - 鈴村士郎 役
  - 瞳（2008年） - 窪田児童養護職員 役
  - 花子とアン（2014年） - 山川弁護士 役
- 大河ドラマ（NHK）
  - 葵 徳川三代（2000年） - 加藤清正 役
  - 利家とまつ〜加賀百万石物語〜（2002年） - 村井貞勝 役
  - 功名が辻（2006年） - 林通勝 役
  - 江〜姫たちの戦国〜（2011年） - 本多忠勝 役
  - おんな城主 直虎（2017年） - 新野左馬介 役[12]
- 月曜ドラマスペシャル / 雨に眠れ（2000年、TBS） - 多田宗平
- 昨日の友は今日の敵?（2004年、NHK） - 島田淳
- 木曜時代劇（NHK）
  - 柳生十兵衛七番勝負シリーズ（2005年 - 2007年） - 佐山寛平
  - 鞍馬天狗（2008年） - 浦部甚太夫
- 土曜ドラマ（NHK）
  - 刑事の現場（2008年） - 大島巡査
  - 芙蓉の人〜富士山頂の妻（2014年） - 佐藤與平治
  - ダークスーツ（2014年） - 田宮栄作
- 土曜時代劇（NHK）
  - 浪花の華〜緒方洪庵事件帳〜（2009年） - 卯之助
  - まっつぐ〜鎌倉河岸捕物控〜（2010年） - 八百亀
- わたしが子どもだったころ（2009年、NHK） - 柳生博の祖父（養父）
- 相棒 Season7 第19話「特命」（2009年、EX / 東映） - 法春住職
- 正月時代劇（NHK）
  - 陽炎の辻スペシャル〜居眠り磐音 江戸双紙〜「母の海」（2010年1月3日） - 船頭
  - 隠密秘帖（2011年1月1日） - 石巻平十郎
- 大仏開眼（2010年、NHK）- 藤原武智麻呂
- 土曜ドラマスペシャル / 真珠湾からの帰還 〜軍神と捕虜第一号〜（2011年12月、NHK）
- 港町相撲ボーイズ（2011年12月16日、NHK 富山局）[注 1]
- BS時代劇（NHK BSプレミアム）
  - 火怨・北の英雄 アテルイ伝（2013年） - 八十嶋
  - 螢草 菜々の剣（2019年） - 甚兵衛
- 昔話法廷「白雪姫」裁判（2015年、ETV） - 検察側証人「狩人」
- スペシャルドラマ / 経世済民の男 第一部「高橋是清」（2015年、NHK） - 友常典膳
- 北海道発地域ドラマ「農業女子はらぺ娘」（2015年12月16日、NHK BSプレミアム） - 広瀬幸雄
- 未解決事件File.05ロッキード事件（2016年） - 児玉誉士夫
- NHKスペシャル「ドラマ 龍馬 最後の30日」（2017年11月19日、NHK） - 中根雪江
- 龍馬の遺言（2017年12月29日、NHK BSプレミアム） - 中根雪江
- 警視庁ゼロ係（2018年、TX） ‐ 芝原徹
- 時効警察はじめました（2019年） ‐ 撞木
- 風の市兵衛（2020年） ‐ 杉の市
- 正直不動産2（2024年1月16日、NHK総合・NHK BSプレミアム4K） - 寺島喜助 役

### 配信ドラマ
- さらば、銃よ 警視庁特別銃装班 第7話・第8話（2023年4月14日、Lemino） - ボス 役

### 映画
- さらば掟（1971年、松竹） - ニック
- 影狩り（1972年、石原プロ / 東宝） - 小六
- 影狩り ほえろ大砲（1972年、石原プロ / 東宝） - 加太三七
- ゴキブリ刑事（1973年、石原プロ / 東宝） - メリケンの鉄
- ザ・ゴキブリ（1973年、石原プロ / 東宝） - 中川
- 人間革命（1973年、シナノ企画 / 東宝）
- ノストラダムスの大予言（1974年、東宝） - 暴動リーダー
- サンダカン八番娼館 望郷（1974年、東宝）
- 女必殺拳 危機一発（1974年、東映） - ヘシウス
- けんか空手 極真拳（1975年、東映） - 与那島
- けんか空手 極真無頼拳（1975年、東映） - 門田勲
- 少林寺拳法（1975年、東映） - 松永軍次
- 華麗なる追跡（1975年、東映） - サンダー
- 仁義の墓場（1975年、東映） - 谷口
- 大脱獄（1975年、東映） - 看守
- 必殺女拳士（1976年、東映） - 横井
- 続・人間革命（1976年、シナノ企画 / 東宝）
- 性処女 ひと夏の経験（1976年、日活） - 看護人
- 新宿酔いどれ番地 人斬り鉄（1977年、東映） - トラック運転手
- 極底探険船ポーラーボーラ（1977年、ランキン＝バス・プロ / 円谷プロ） - 原始人
- 最も危険な遊戯（1978年、東映） - 石崎
- ハイティーン・ブギ（1982年、東宝） - ジムの会長
- だいじょうぶマイ・フレンド（1983年、キティ・フィルム / 東宝） - 白衣の男
- 里見八犬伝（1983年、角川映画 / 東映） - 犬田小文吾
- 北の螢（1984年、東映） - 小鬼剛志
- カポネ大いに泣く（1985年、松竹） - 近藤
- 最後の博徒（1985年、東映） - 亀石徹
- 南へ走れ、海の道を!（1986年、松竹富士） - 金城秀一
- もっともあぶない刑事（1989年、東映） - 結城健三
- きんぴら（1990年、東映） - 刈谷留吉
- 第1回欽ちゃんのシネマジャック「なんかヘン?」（1993年、東宝） - 高次
- 河童（1994年、日本ヘラルド映画） - 茂作
- 武闘の帝王 完結編（1995年、ヒーロー） - 武藤武
- 鬼極道（2000年、大映） - 香川洋介
- Go!（2001年、日活） - 黒岩大介
- 難波金融伝 ミナミの帝王 劇場版PARTX VII（2001年、ケイエスエス） - 山村満
- 実録ヒットマン 北海の虎 望郷（2003年、東映） - 渡辺刑事
- フレンズ（2004年、ラスカル） - 片桐
- 蒼き狼 〜地果て海尽きるまで〜（2007年、松竹） - チャラカ
- 降りてゆく生き方（2009年、にっぽんプロデュース） - 二宮常一
- 日本の青空シリーズ第3弾 渡されたバトン〜さよなら原発〜（2013年、インディーズ）

### オリジナルビデオ
- カルロス（1991年、東映ビデオ） - 野中 ※特別出演
- 狙撃3 THE SHOOTIST（1991年、東映ビデオ）
- 復讐の掟（1992年、東映ビデオ） - 深尾
- XX （ダブルエックス） 美しき機能（キリングマシーン）（1996年、東映ビデオ） - マーク
- 漆黒の男たち（2018年） - 竹宮連合会長 島本繁

### ビデオアニメ
- 銃夢（イド）

### 吹き替え
- 私立探偵マグナム（トーマス・サリバン・マグナム（トム・セレック））
- スター誕生（クリス・クリストファーソン）
- プラトーン（ウィレム・デフォー）※テレビ朝日版
- 掠奪された七人の花嫁（ハワード・キール）※NHK BS1版

### バラエティ
- ABOBAゲーム（ABC）

### 情報番組
- 真珠の小箱（毎日放送） ※考古学関連で度々出演
- 土曜スペシャル（テレビ東京） ※夫婦での散策風景が恒例
- NST開局45周年記念特別番組 「遥かなる古代の空へ」～眠りから覚めた城の山古墳～　(NST・新潟総合テレビ、2013年）

### 旅番組
- にっぽん焚火紀行（白神山地編）（1999年11月23日、NHK衛星第2）
- 街道てくてく旅（山陽道編）（2009年10月12日、NHK総合）
- 古代日本のハイウエー 〜1300年前の"列島改造"〜[13]（2009年10月12日、NHK衛星第2）
- きらり九州めぐり逢い 2006年10月28日・2007年5月5日・2008年8月30日・2009年1月31日・2009年1月24日・2012年1月21日（TVQ九州放送）

### 歴史番組
- 視点・論点 / 考古学と発掘調査（2011年8月25日、NHK教育テレビジョン）
- BS歴史館「不屈の英雄 アテルイ 古代東北の力」（2013年1月31日、NHK BSプレミアム） - コメンテーター

### 教育番組
- おはなしのくに / いなばのしろうさぎ（2009年1月6日、NHK教育） - 語り・出演

### CM
- キリンビール ラガービール（2000年頃）

## 著書
- まほろばの歌がきこえる──現れた邪馬台国の都（1999年3月、エイチアンドケイ） ISBN 978-4901032605
- 土と役者と考古学（2003年9月、山と渓谷社） ISBN 978-4635330367、NCID BA6383578X。

共著
- 大塚初重（対談）『苅谷俊介の考古学対談』新日本出版社、2005年5月。ISBN 978-4406031622。

映像資料
- 紀伊國屋書店（企画）、矢崎充彦（演出）「福澤諭吉 : そして文明の海原へ」（ビデオレコード（ビデオディスク））『ビデオディスク』、紀伊國屋書店評伝シリーズ：学問と情熱 : 未来へ贈る人物伝第21巻、紀伊國屋書店、2009年。
- 『邪馬台国からヤマト王権へ : 纏向遺跡フォーラム』読売新聞社、2010年11月。
- 『邪馬台国からヤマト王権へ : 纏向遺跡フォーラム』読売新聞社、2010年11月。
- 『隠密秘帖』NHK〈正月時代劇〉、2011年。
- 『わかれ』 第10回、NHK〈大河ドラマ 江 : 姫たちの戦国〉、2011年。
- 『猿の人質』 第11回、NHK〈大河ドラマ 江 : 姫たちの戦国〉、2011年。
- 『茶々の反乱』 第12回、NHK〈大河ドラマ 江 : 姫たちの戦国〉、2011年。
- 『離縁せよ』 第14回、NHK〈大河ドラマ 江 : 姫たちの戦国〉、2011年。
- 『家康の花嫁』 第17回、NHK〈大河ドラマ 江 : 姫たちの戦国〉、2011年。
- 『火怨・北の英雄アテルイ伝 : 大型時代劇』 第2回、NHK〈BS時代劇〉、2012年。
- 『火怨・北の英雄アテルイ伝 : 大型時代劇』 第3回、NHK〈BS時代劇〉、2012年。